# Live in London (Testament)
Live in London è un album dal vivo del gruppo musicale thrash metal statunitense Testament, pubblicato nel 2005 dalla Spitfire Records.
Cattura una delle esibizioni del periodo in cui si riunirono nella formazione classica. A loro si aggiunse il batterista John Tempesta, presente nel sesto album in studio della band Low, che suona nelle prime otto tracce del lotto.

## Tracce
1. The Preacher – 4:10
2. The New Order – 4:39
3. The Haunting – 4:27
4. Electric Crown – 5:40
5. Sins of Omission – 5:24
6. Souls of Black – 3:59
7. Into the Pit – 3:06
8. Trial by Fire – 5:17
9. Practice What You Preach – 5:27
10. Let Go of My World – 3:41
11. The Legacy – 5:29
12. Over the Wall – 4:52
13. Raging Waters – 4:41
14. Disciples of the Watch – 5:15

## Live in London (video)
Live in London è uscito anche nell'edizione video e, oltre all'intera performance registrata al KOKO di Camden Town dell'8 maggio 2005, propone anche filmati del periodo e varie interviste alla band.
Questo è stato pubblicato, sempre nel 2005, dalla Eagle Vision.

## Tracce
1. Intro – 0:29
2. The Preacher – 4:08
3. The New Order – 4:34
4. The Haunting – 4:35
5. Electric Crown – 5:37
6. Sins of Omission – 5:59
7. Souls of Black – 3:47
8. Into the Pit – 3:31
9. Trial by Fire – 5:37
10. Practice What You Preach – 5:31
11. Let Go of My World – 4:08
12. The Legacy – 5:35
13. Over the Wall – 5:16
14. Raging Waters – 4:49
15. Disciples of the Watch – 6:05
16. Credits – 1:30

### Bonus Feature
1. Interview – 11:25

## Formazione
- Chuck Billy – voce
- Eric Peterson – chitarra, voce addizionale
- Alex Skolnick – chitarra
- Greg Christian – basso
- John Tempesta – batteria (1-8)
- Louie Clemente – batteria (9-14)